# The History Channel Iberia
The History Channel Iberia (THCI), legalmente The History Channel S.L., fue una filial de AMC Networks International Southern Europe, propietario de los canales Historia, Blaze y Crimen + Investigación en España y Portugal. La empresa estaba presidida por Carolina Godayol.